# Mallet (Rockband)
Mallet ist eine deutsche Rockband, die 1979 in Wiesbaden von Manfred Dünzl, Peter Wenke, Stefan Ohnhaus (später Gitarrist bei Die Crackers), Hansi Wuttke und Wilmont Schulze als Schülerband gegründet wurde. Die erste Veröffentlichung erfolgte 1982 mit der LP Dance with the Devil, aufgenommen im Platinum Studio (Zürich / Schweiz).

## Inhalte
Die englischsprachigen Texte handeln von Musik, Vereinsamung im modernen Großstadtleben, Verblödung am Computer, Religion, Krieg, Lebensqualitäten, Spaß und Liebe.

## Diskografie

### Studioalben
- 1982 Dance with the Devil (Vinyl)
- 1990 Everybody Needs Somebody (CD/Vinyl)
- 1996 Fantasy Is What We Need Today (CD)
- 1999 Roll Mallet Roll (CD)
- 2008 Come Along (CD)
- 2013 Quarter to Freedom (CD)
- 2016 Man on fire (CD)
- 2020 Rock `n` Roll Heroes (CD)
- 2021 History No 1 (2 CD)
- 2023 Time For The Devil (CD)
- 2024 45 (CD/Vinyl)

### Livealben
- 1993 Live on the Road
- 2002 All for You
- 2006 Still Riding the Same Wave

### Singles & EPs
- 1998 Shine On

### DVDs
- 2002 All for You

### Kompilationen
- 1997 Let’s Get Rocked (mit Wild Frontier, Hang Loose, Tipsy Slut, Chinchilla, Scarlet Rose und Chalice)
- 1999 Let’s Get Rocked Part Two (mit Wild Frontier, Hang Loose, Chinchilla und viele mehr)
- 2004 Energy Rock Live (mit Die Crackers, Tom Woll & His Blueslovers, The Bordells, The Rodrigo Brothers & Sisters)
- 2004 Best of Music ’04 Vollgas H-D Compilation zur European Bike Week 2004 (mit Hammerfall, Guano Apes, Nightwish, Pink, Peter Frampton und viele mehr)
- 2015 Tracks For The Road (mit Orchid, Ski King, The New Roses, Nitrogods, Razzmattazz, Wedge, 3 Dayz Whizkey, Maxxwell, Mallet) Brainstorm Music

## Specials
- Rockballett "Rock around Barock" im Staatstheater Wiesbaden. Wegen großem Erfolg über 11 Jahre gelaufen. Ab 1998 ebenso im Darmstädter Theater und im April 1998 im Theater Bilbao (Spanien), Biarritz (Frankreich) u. San Sebastian (Spanien). Rock around Barock im Aalto-Theater Essen von 2019 - 2023
- Neuaufnahme im Aalto-Theater Essen im April 2019; Ballettaufführung „Circe du ballet“ im Staatstheater Wiesbaden. Premiere im Februar 1999, ab April 2000 im Darmstädter Theater.
- Rockballet „Endangered Species“ im Theatre du Capitole Toulouse. Premiere im Mai 1999.
- European Bike Week – Faaker See größtes Harley Treffen Europas seit 1999 über 20 Jahre
- Magic Bike Rally – Rüdesheim über 10 Jahre
- Hamburg Harley Days
- Croatian Harley Days